# Wardy Alfaro
Pour les articles homonymes, voir Alfaro.
 Wardy Alfaro Pizarro, né le 31 décembre 1977 à Golfito (Costa Rica), est un footballeur costaricien. Il joue au poste de gardien de but avec l'équipe du Costa Rica et le club de LD Alajuelense.

## Carrière

### En club
- 1998-1999 : SD Santos –  Costa Rica
- 1999-2001 : AD Guanacasteca –  Costa Rica
- 2001-2004 : CS Cartagines –  Costa Rica
- 2004- : LD Alajuelense –  Costa Rica

### En équipe nationale
Alfaro participe à la coupe du monde 2006 avec l'équipe du Costa Rica.

## Palmarès
- 2 sélections en équipe nationale